# Saumana (Gard)
Saumana (en francès Saumane) és un municipi francès situat al departament del Gard i a la regió d'Occitània.